# 伍如
伍如（藏語：དབུ་རུ，威利转写：dbu ru），又名布玉如（སྦུས་རུ），是吐蕃的一个如（一种一级行政区），辖区包括今天拉萨市的大部和山南市、那曲市的小部。
伍如以逻些小昭寺（ལྷ་ས་ར་མོ་ཆེ）为中心，东至沃卡之秀巴奔敦（འོལ་ཁ་ཤུག་པ་སྤུན་བདུན，今山南市桑日县白堆乡原沃卡乡一带），南至玛拉拉举（རྨ་ལ་ལ་བརྒྱུད，今吉曲与雅鲁藏布江间米拉山），西至舒尼木（གཞུ་སྙི་མོ，今拉萨市尼木县），北至扎之朗玛格浦（བྲགས་ཀྱི་གླང་མ་གུར་ཕུབ，今当雄县与那曲市交界）。北邻孙波如，东南邻约如，西邻叶如。
伍如共计下辖16个域本，14个东岱，总人口74万。

## 历史
七世纪初，松赞干布建立吐蕃王朝。在王朝初期，松赞干布通过会盟与分封的方式，设立了十八个采邑（དབང་རིས་）。随后在吐蕃的发展中，出于加强中央集权的需要，将原有的采邑重新编成几个如。伍如由噶尔东赞设立，初名布玉如（བསུརུ），是最早设立的如之一。
吐蕃扩张期间，伍如下辖东岱频繁参与战争，大多数东岱部署于李域、萨毗、瓜州地区。其中如托岱东岱、秋仓东岱还得到了赞普芒松芒赞的嘉奖。
842年，吐蕃赞普朗达玛被僧人拉隆贝吉多杰射杀，其子云丹、俄松分别占据伍如、约如，彼此攻伐，伍如陷入了持续12年的伍约之战（དབུ་གཡོར་འབྲུག་པ）中。869年后，吐蕃爆发奴隶起义，以许布达孜（ཤུད་པུ་སྟག་རྩེ）等四人为首的起义军于877年捣毁赞普陵墓，标志着吐蕃王朝在伍如统治的终结。

## 下辖东岱
根据传世文献和出土文献记载，伍如下辖的东岱数量在8个至13个不等。总计14个东岱如下:
- 托岱（དོར་སྡེ་）[1]东岱（今拉萨市夺底街道[11]）
- 岱仓（སྡེམཚམས）[1]东岱（今当雄县[11]）
- 秋仓（ཕྱགས་མཚམས）[1]东岱（今林周县阿朗乡[3]）
- 昌仓（བྲང་མཚམས）[1]东岱（今拉萨市东噶街道[11]）
- 迥巴（ཅོམ་པ）[1]东岱 （今林周县江多村[3]）
- 支仓（བྲི་མཚམས）[1]东岱
- 吉堆（སྐྱིད་སྟོད）[1]东岱 （今曲水县南木乡[12]）
- 吉麦（སྐྱིད་སྨད）[1]东岱 （今拉萨市达孜区[12]）
- 叶热小东岱（ཡེལ་རབ་སྟོང་བུ་ཆུང）[1] （今达孜区叶巴村[11]）
- 东部近卫（སྐུ་སྲུང་ཤར་ཕྱོགས་པ）[1]
- 松丁（ཟོམ་ཛེང）[5]东岱
- 年噶尔（ཉེན་ཀར）[5][10]东岱 （今拉萨市楚布寺[13]）
- 阿木若柏[5]东岱

其中，秋仓、章仓二东岱属秋仓氏，迥巴、支仓、锁登三东岱属属卢氏，托岱、岱仓二东岱属玛氏、嘎瓦氏，吉堆、吉麦二东岱属韦氏，叶热小东岱属阐卡氏，年噶尔东岱属朗巴氏。
托岱、岱仓、支仓三东岱部署在萨毗地区，秋仓东岱部署在瓜州地区，昌仓、迥巴、吉堆、阿木若柏四东岱和叶热小东岱部署在李域地区。

## 下辖域本
《弟吾宗教源流》记载吐蕃各如都有16个域本（地方长官）。其中，伍如下辖域本如下:
- 堆龙（སྟོད་རོ） 域本 （今拉萨市堆龙德庆区一带[3]）
- 帕杰（འཕགས་རྒྱལ）域本 （今拉萨市堆龙德庆区一带[3]）
- 龙雪（གླུ་ཤད）域本 （今林周县阿朗乡[3]）
- 墨竹（མལ་གྲོ）域本 （今拉萨市墨竹工卡镇[3]）
- 当雪（འདམ་ཤོད）域本 （今拉萨市当雄镇[3]）
- 萨根（ཟ་གད）域本 （今林周县卡孜乡改布村[3]）
- 热夏（ར་ག་ཤ）域本 （今拉萨市纳金街道[3]）
- 巴朗（བ་ལམ）域本 （今拉萨市达孜区一带[3]）
- 艾朗（ངན་ལམ）域本 （今拉萨市林周县彭波一带[3]）
- 昌域（བྲང་ཡུལ）域本
- 乌德（གབུལ་སྡེ）域本
- 色曲水（གཟད་ཆུ་ཤུལ）域本 （今拉萨市曲水县色曲一带[3]）
- 昌波（འཕྲང་པོ）域本 （今曲水县才纳乡[3]）
- 聂隆巴（གནོན་ལུང་པ）域本 （今墨竹工卡县甲玛乡[3]）
- 桑拉（གསང་ལ）域本 （今堆龙德庆区桑达村[3]）
- 扎绒（བྲག་རུམ）域本
- 彭域（འཕན་ཡུལ）域本 （今拉萨市林周县彭波一带[3]）

## 境内塞康
根据苯教文献记载，卫藏四如共有三十七座塞康(གསས་མཁར，即神殿）。其中，伍如境内十三座塞康如下：
- 阿朗热（今拉萨市直贡梯寺一带）
- 当雪奈姆（今拉萨市当雄镇一带）
- 彭域扎噶（今拉萨市林周县彭波曲一带）
- 循之扎玛（今拉萨市城关区与堆龙德庆区交界一带）
- 黑波扎玛（今山南市桑耶寺一带）
- 拉萨叶巴
- 南之热当（今拉萨市境内）
- 纳木措岛
- 堆热隆（今拉萨市堆龙德庆区一带）
- 吉雪隆纳（今拉萨河下游一带）
- 热甲阿朗（今拉萨市境内）
- 甲墨卡（今拉萨市东部）